# Педак Олександр Анатолійович
Олекса́ндр Анато́лійович Педа́к (4 квітня 1959, м. Запоріжжя, Запорізька область, Українська РСР — 30 березня 2017, м. Авдіївка, Донецька область, Україна) — старший солдат Збройних сил України, учасник російсько-української війни. Позивний «Шао-Лінь».

## Біографія
Народився 1959 року в місті Запоріжжя. Мешкав у Комунарському районі міста. З дитинства займався дзюдо.
Під час російської збройної агресії проти України в лютому 2015 року був призваний на військову службу за частковою мобілізацією як доброволець і того ж року підписав контракт до закінчення особливого періоду.
Старший солдат, старший навідник мінометної батареї 1-го механізованого батальйону 72-ї окремої механізованої бригади, в/ч А2167, м. Біла Церква. Виконував завдання на території проведення антитерористичній операції.
Загинув 30 березня 2017 року близько 18:00 у промзоні м. Авдіївка, в результаті вибуху міномета М120-15 «Молот» під час бойових дій. Тоді ж загинули солдат 72-ї бригади Олег Новохатько і доброволець ДУК ПС Дмитро Сумський, ще один боєць, Дмитро Макеєв, дістав тяжкі поранення. Військова прокуратура Донецького гарнізону почала розслідування щодо причин і обставин вибуху міномету, також на місці працювала робоча група Генштабу ЗСУ.
|                                  | Саша Педак закидав міни, Олег Новохатько наводив, а Дмитро Сумський — коректував. Перша міна вилетіла нормально, друга теж. Я побачив, що плита під мінометом почала влазити у землю, пішов по каміння, щоб підкласти під неї. Приніс і запитав у хлопців, чи потрібна допомога, вони відповіли, що все гаразд. Я відійшов назад і почав готувати міни до бою. Почув гучний вибух і мене кинуло головою вниз. Через секунду осколок влучив у голову. Руку пробило наскрізь. Подивився на хлопців, вони вже лежали за чотири метра від міномета і не рухались. |
| — боєць 72-ї ОМБр Дмитро Макеєв. | |

Похований 2 квітня на кладовищі Запоріжжя.
Залишилися дружина, син, донька та онук. Син проходить службу у Національній гвардії України.

## Нагороди та вшанування
- Указом Президента України № 138/2017 від 22 травня 2017 року, за особисту мужність, виявлену у захисті державного суверенітету та територіальної цілісності України, самовіддане виконання військового обов'язку, нагороджений орденом «За мужність» III ступеня (посмертно)[5].
- Розпорядженням голови обласної ради від 21 червня 2017 року № 180-н нагороджений відзнакою Запорізької обласної ради — орденом «За заслуги перед Запорізьким краєм» III ступеня (посмертно)[6].